# 內殿律師學院

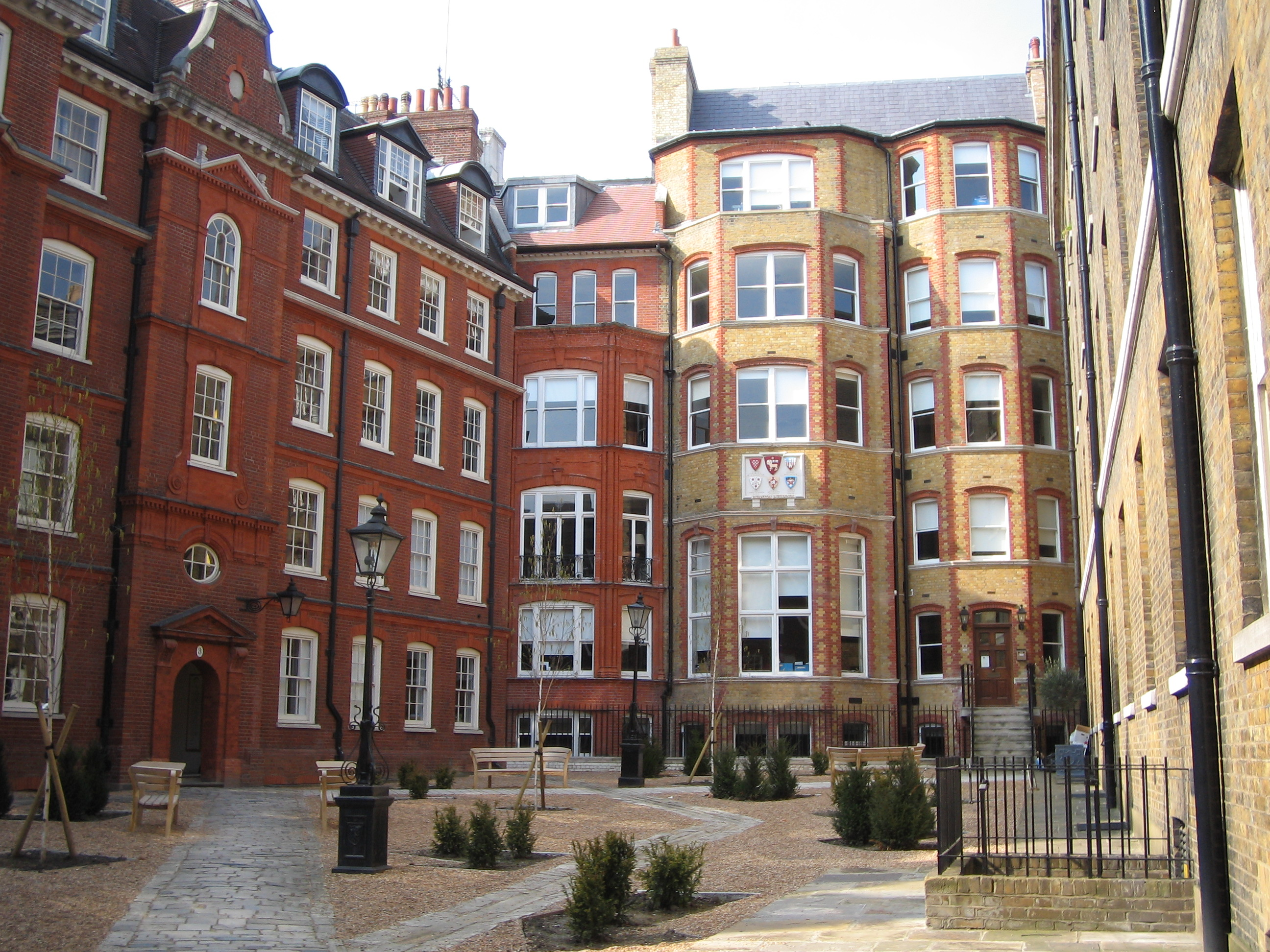
內殿律師學院

尊貴的內殿律師學院（英語：The Honourable Society of the Inner Temple），簡稱內殿（Inner Temple），是英國倫敦四所律師學院之一，負責向英格蘭及威爾斯的大律師授予執業認可資格。內殿律師學院的歷史可上溯至公元14世紀，學院取名自當地歷史上曾經存在的聖殿騎士團總部。
內殿律師學院座落於倫敦市內的聖殿區，附近是皇家司法院。

## 著名校友
- 东姑阿都拉曼，第一任马来西亚首相。
- 法赫魯丁·阿里·艾哈邁德，第五任印度總統。
- 第一代伯基特男爵諾曼·伯基特，英國政治人物、大律師、法官。
- 愛德華·科克，英國政治人物、大律師、法官。

## 外部連結
51°30′45″N 0°06′32″W / 51.5125°N 0.109°W